# Gymnastes fascipennis
Gymnastes fascipennis là một loài ruồi trong họ Limoniidae. Chúng phân bố ở miền Australasia.